# Puig de Sant Baldiri
|  | Aquest article tracta sobre Puig de Sant Baldiri de Santa Cristina d'Aro. Vegeu-ne altres significats a «Puig de Sant Baldiri (Vilademuls)». |

El Puig de Sant Baldiri és una muntanya de 401,5 metres que es troba en ple Massís de l'Ardenya al municipi de Santa Cristina d'Aro, a la comarca catalana del Baix Empordà. A prop del cim hi trobem el Santuari de Sant Baldiri, S del terme, dins la parròquia de Solius.